# أنتيي كروغ
أنتيي كروغ (بالأفريكانية: Antjie Krog) ـ (ولدت في 23 أكتوبر 1952) هي شاعرة وكاتبة وصحفية ومترجمة وأكاديمية جنوب أفريقية. انضمت إلى هيئة تدريس جامعة ويسترن كيب سنة 2004.